# Ahigal de los Aceiteros
Ahigal de los Aceiteros es un municipio y localidad española de la provincia de Salamanca, en la comunidad autónoma de Castilla y León. Se integra dentro de la comarca de Vitigudino y la subcomarca de El Abadengo. Pertenece al partido judicial de Vitigudino.
Su término municipal está formado por un solo núcleo de población, ocupa una superficie total de 27,93 km² y cuenta con una población de 88 habitantes (INE 2024). Parte de su territorio se sitúa dentro del parque natural de Arribes del Duero, un espacio natural protegido de gran valor ambiental y turístico.

## Etimología
El origen de la serie de nombres de lugar «Ahigal» hace referencia a un topónimo que proviene de «la figal», vocablo vegetal de la lengua leonesa que se traduce como «la higuera». Probablemente se alude al presente pueblo en una cita de 1434 recogida en el archivo de Ciudad Rodrigo, en la que se cita a un tal «Alfonso Ferrandez de la Figal». En la evolución desde «La Figal» a «[El] Ahigal» se ha producido una segmentación errónea del artículo. Cuando previamente se ha producido la masculinización del nombre del árbol, la evolución es diferente, así en el caso del topónimo menor «Ligar» o «Higar», en Andavías, documentado también como «La Figal» en el siglo XV. «Figal» pervive como apelativo en Asturias y se conservan formas tales como «La Figar», «La Figal» o «Figares» en la toponimia asturiana. Como en latín, se mantiene el género femenino del nombre de árbol. Así ocurre, sistemáticamente, en la diplomática medieval leonesa: «illa pariete tota integra que es contra illa figal” (Zamora, 1178). El topónimo «Las Figalles», cerca de Toro, es citado en 1463. En forma diminutiva, «La Figalina», en Fermoselle.

## Geografía
Ahigal de los Aceiteros se encuentra situado en el noroeste salmantino. Hace frontera con Portugal. Dista 105 km de Salamanca capital. 
Se integra dentro de la comarca de El Abadengo. Pertenece a la Mancomunidad El Abadengo y al partido judicial de Vitigudino.
Su término municipal se encuentra dentro del parque natural de Arribes del Duero, un espacio natural protegido de gran atractivo turístico.
| Noroeste: Sobradillo       | Norte: La Redonda  | Noreste: La Redonda                  |
| Oeste: Almofala (Portugal) |                    | Este: Olmedo de Camaces              |
| Suroeste: La Bouza         | Sur: Puerto Seguro | Sureste: San Felices de los Gallegos |

## Historia

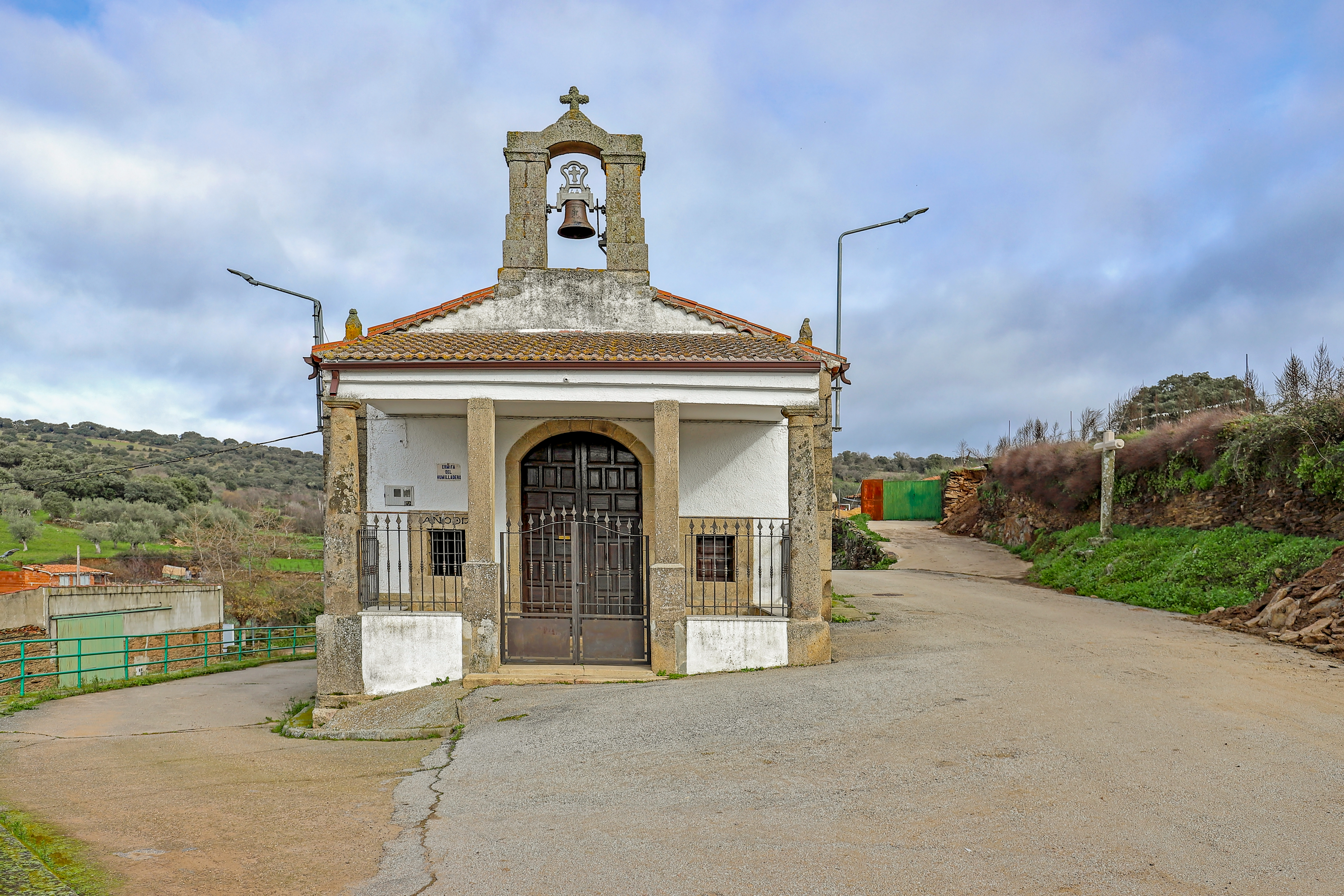
Ermita del humilladero

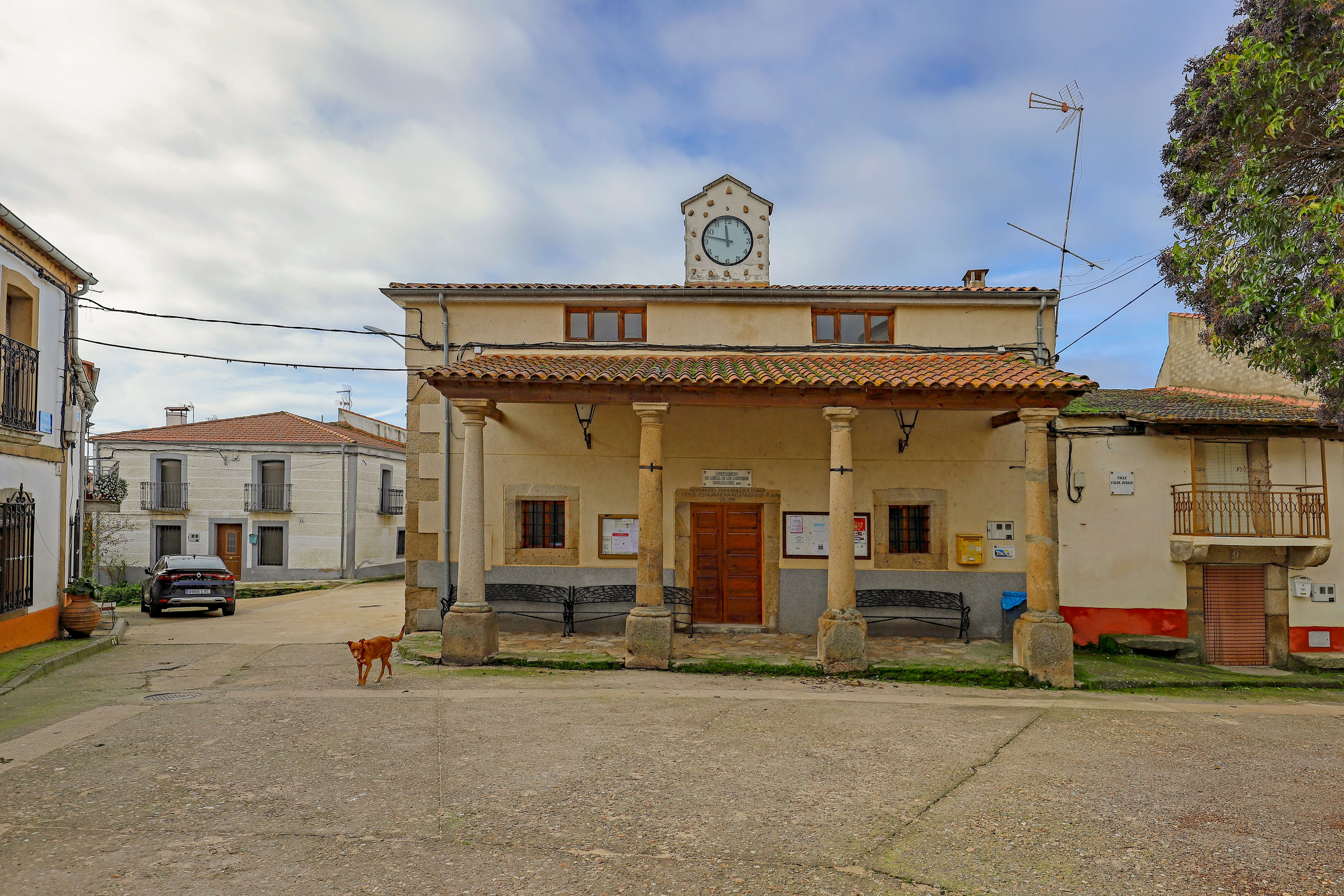
Ayuntamiento

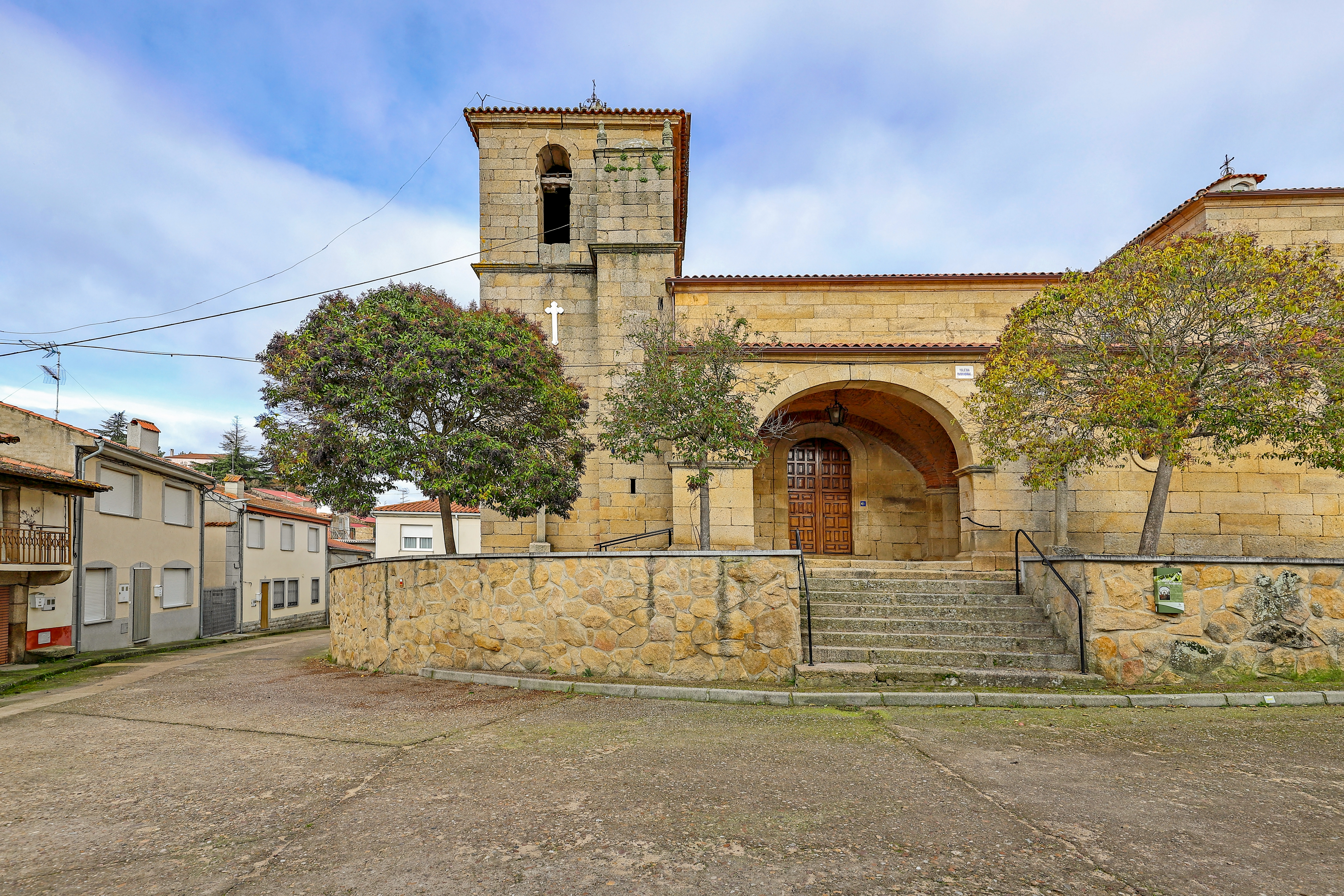
Iglesia de Santa María Magdalena

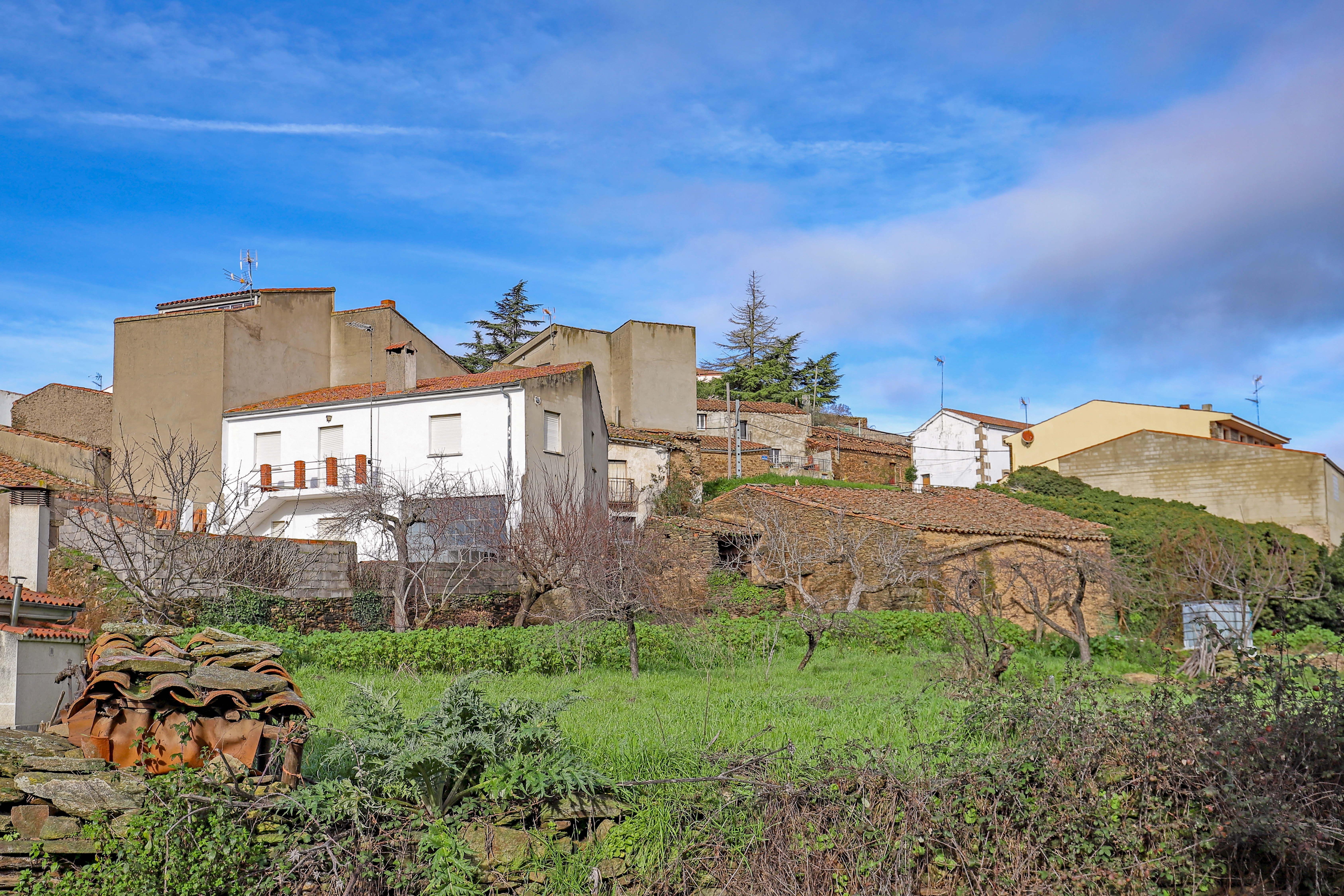
Barrio y huertas

La fundación de Ahigal de los Aceiteros se remonta a la repoblación efectuada por los reyes leoneses en la Edad Media, quedando integrado en la jurisdicción y diócesis de Ciudad Rodrigo, tras su creación por parte de Fernando II de León, en el siglo XII, conservando aún a finales del siglo XV el nombre original de Figal. En la Baja Edad Media pasó a depender de la casa de Alba, hasta que el 5 de julio de 1851 el Tribunal Supremo de Justicia eximió a esta localidad y otras vecinas del pago del Noveno a los Alba, liberándolos de su relación de vasallaje. Con la división territorial de España de 1833 en la que se crean las actuales provincias, Ahigal de los Aceiteros queda encuadrado dentro de la Región Leonesa, formada por las provincias de León, Zamora y Salamanca, de carácter meramente clasificatorio, sin operatividad administrativa, que a grandes rasgos vendría a recoger la antigua demarcación del Reino de León.

## Demografía
Ahigal de los Aceiteros cuenta con una población de 88 habitantes (INE 2024).
| Gráfica de evolución demográfica de Ahigal de los Aceiteros entre 1842 y 2021                                       |
| |
| Población de derecho según los censos de población del INE Población de hecho según los censos de población del INE |

Según el Instituto Nacional de Estadística, Ahigal tenía, a 31 de diciembre de 2018, una población total de 120 habitantes, de los cuales 65 eran hombres y 55 mujeres. Respecto al año 2000, el censo refleja 206 habitantes, de los cuales 105 eran hombres y 101 mujeres. Por lo tanto, la pérdida de población en el municipio para el periodo 2000-2018 ha sido de 86 habitantes, un 42 % de descenso.

## Monumentos y lugares de interés
- La iglesia se construyó en el siglo XVII y posee un bello retablo barroco, realizado a principios del siglo XVIII, por uno de los alumno de Churriguera, D.felipe cervera, donde se venera la imagen de Santa María Magdalena. También es de estilo barroco el altar donde se espera la virgen del Rosario el 15 de agosto.
- El ayuntamiento era una panera en el siglo XVIII.
- Mirador del Púlpito de las Monjas.

## Cultura

### Fiestas
- 3 de mayo: se realiza la ofrenda en la Ermita del Humilladero.
- 11 de mayo: se recuerda, en la fiesta de El Noveno, la liberación de los impuestos feudales.
- 24 de junio: fiestas en honor de San Juan Bautista patrón de la localidad.

## Administración y política
| Partido político                         | 2023  | 2023  | 2023       | 2019  | 2019  | 2019       | 2015  | 2015  | 2015       | 2011  | 2011  | 2011       | 2007  | 2007  | 2007       | 2003  | 2003  | 2003       |
| Partido político                         | %     | Votos | Concejales | %     | Votos | Concejales | %     | Votos | Concejales | %     | Votos | Concejales | %     | Votos | Concejales | %     | Votos | Concejales |
| Partido Popular (PP)                     | 48,39 | 30    | 4          | 56,98 | 49    | 4          | 47,00 | 47    | 4          | 50,00 | 55    | 3          | 49,57 | 57    | 4          | 57,24 | 83    | 4          |
| Partido Socialista Obrero Español (PSOE) | 54,84 | 34    | 1          | 31,40 | 27    | 1          | 30,00 | 30    | 1          | 47,22 | 51    | 2          | 47,83 | 55    | 1          | 14,48 | 21    | 0          |
| Ciudadanos (Cs)                          | 16,13 | 10    | 0          | 18,60 | 16    | 0          | —     | —     | —          | —     | —     | —          | —     | —     | —          | —     | —     | —          |
| Coalición SI por Salamanca (SI)          | —     | —     | —          | —     | —     | —          | —     | —     | —          | 12,04 | 13    | 0          | —     | —     | —          | —     | —     | —          |
| Unión del Pueblo Salmantino (UPSa)       | —     | —     | —          | —     | —     | —          | 32,17 | 37    | 0          | —     | —     | —          | —     | —     | —          | 30,34 | 44    | 1          |

El alcalde de Ahigal de los Aceiteros no recibe ningún tipo de prestación económica por su trabajo al frente del ayuntamiento (2017).

### Localidades cercanas
- La Redonda
- Lumbrales
- San Felices de los Gallegos